# دالاشان
دالاشان، یا دال آشیان یا در منابع رسمی: دالاسان؛ روستایی از توابع دهستان ریوند بخش مرکزی شهرستان نیشابور در استان خراسان رضوی ایران است. در حوالی این روستا، روستاهای  فرهاد و نوکاریز وجود دارد.